# Nicolas Ducret
Pour les articles homonymes, voir Ducret.
Nicolas Ducret est un architecte français du XVIIIe siècle qui a été actif  à Paris et à La Rochelle.

## Biographie
Nicolas Ducret est né à Paris en 1727 et y décède en 1789. D'abord  architecte de l'Hôtel-Dieu de Paris et de l'hospice des Incurables puis expert-bourgeois à partir  de 1764,, il travailla sur de nombreuses possessions de ces deux établissements situées dans le domaine parisien. Par ailleurs Il fut appelé à effectuer des travaux à l'hôtel de Sénecterre, rue de l'Université, pour la comtesse Sénecterre dont le frère, Mgr de Crussol d'Uzès , évêque de La Rochelle en 1767, le fit travailler dans son diocèse.
« Dans une lettre citée autrefois par des érudits rochelais, mais aujourd'hui perdue, Mgr de Crussol écrit de Ducret : “Il passe pour être habile sans être des plus merveilleux. Je n'ai pas voulu donner dans M. Soufflot et autres de ce genre, qui nous auraient fait payer 10 louis chacune de leurs paroles et qui n'auraient peut-être pas été mieux dites.” »
Outre ses travaux à Paris, en Charente-Maritime et en Vendée, Michel Gallet signale de lui une expertise à Bolbec (Calvados). Il a travaillé avec Denis-Claude Liégeon au château de Grand-Gentilly pour le duc de Villeroy (1769-1773) puis à l'hôtel de Sénecterre (1785).
Le 23 janvier 1789, il a réalisé sa 630e et dernière  expertise connue

## Réalisations et principaux projets

### À Paris et autour de Paris
- Maison de Joseph Muidebled, rues Boucherat, de Normandie et de Saintonge, 1754.
- Hôtel de Montpeyroux, rue du Bac (emplacement du square des Missions-Étrangères), 1759, détruit.
- Angle des rues du Chat-qui-Pêche et de la Huchette, 1766.
- Maison de l'Hôtel-Dieu, rue de la Ville-Tannerie et place aux Veaux, 1767.
- Immeubles rue du Faubourg-Montmartre, 1769.
- rues de la Jouaillerie et du Pied-de-Bœuf, 1769.
- Château de Grand-Gentilly, Gentilly (Val-de-Marne), 1769-1773 : aménagements exécutés avec Denis-Claude Liégeon pour le duc de Villeroy.
- Hôtel de Châteaurenaud, rue du Bac, 1771.
- Hôtel de La Vallière, no 140 rue du Bac : agrandissement.
- Immeuble des Théatins, no 25 quai Voltaire : projet réalisé en 1778 (avec des modifications) par Pierre Rousseau.
- Hôtel Tambonneau, emplacement de la rue du Pré-aux-Clercs : travaux pour la duchesse de Villeroy[5] (1778- 1780).
- Hôtel de Sénecterre, no 24 rue de l'Université, 1785 : travaux pour la comtesse de Sénecterre[1]. Les travaux se résument à l'ornementation des façades, par la mise en place dans les tympans des fenêtres du premier étage de bas-reliefs allégoriques évoquant les saisons et en attique, une guirlande semblable à celles qui décorent la façade principale du château de Buzay.
- Immeubles, passage des Petits-Pères.
- Maison de Nicolas Ducret, rue du Coq-Saint-Honoré, 1780 (détruite).

### En Charente-Maritime

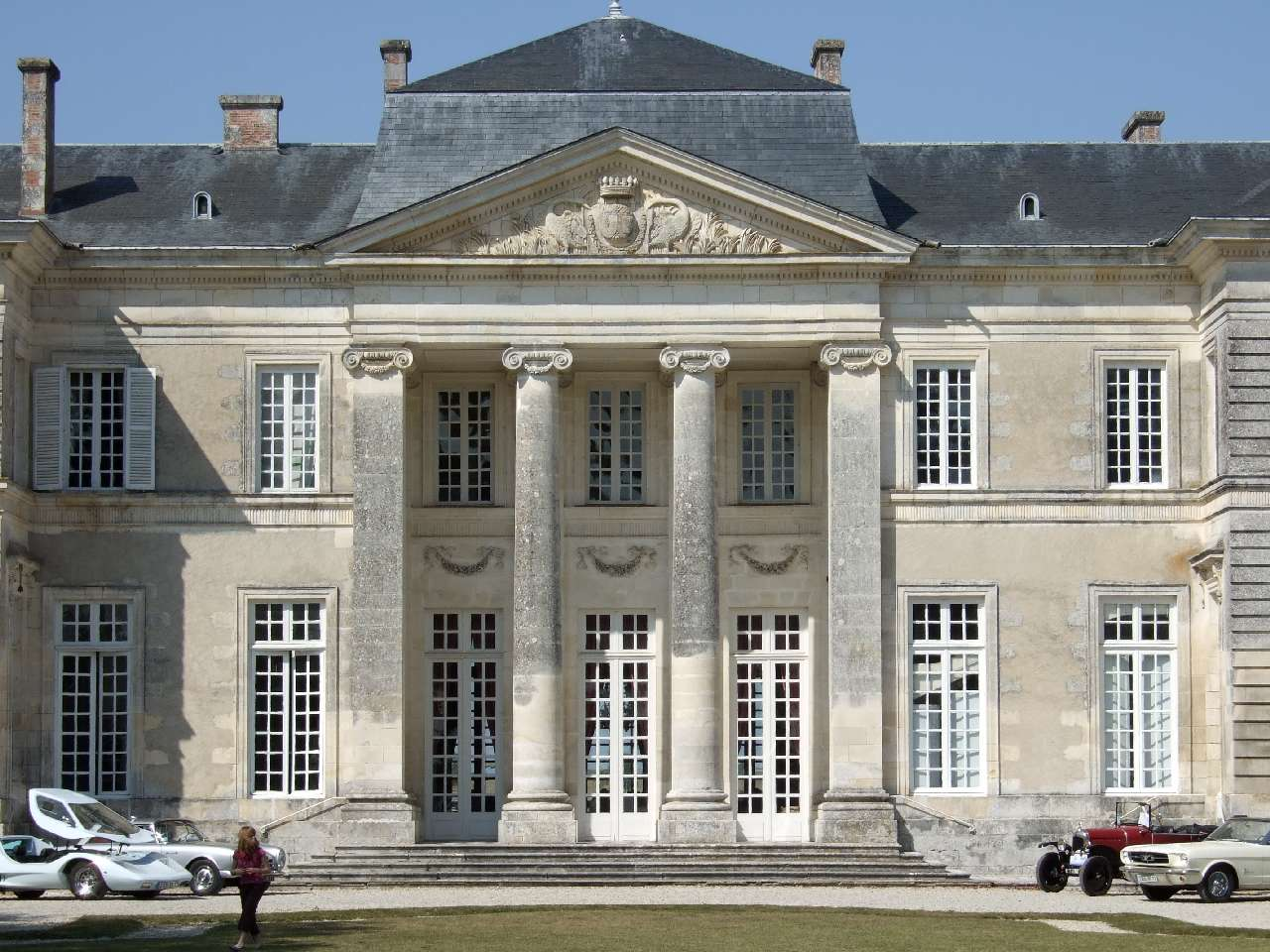
Château de Buzay, façade sud

- Château de Buzay à La Jarne, 1771-1776 : Pour le lieutenant général de l'amirauté de La Rochelle  Pierre-Étienne-Louis  Harouard de Beignon, seigneur de Buzay et de La Jarne, Nicolas Ducret fournit les plans d'un château construit par les entrepreneurs Jean et Henry Tourneur et  réalisé en partie par le maçon  d'origine creusoise Jean Dutour. Deux des plans signés par l'architecte sont conservés parmi les archives privées du château.  Un grand ordre ionique orne les colonnes et pilastres des deux  façades ; du côté de l'arrivée, la disposition ex antis inspirée de Palladio est à la dernière mode, mais le comble à pans coupés est à la Mansart.
- Palais épiscopal (aujourd'hui musée et bibliothèque), no 28, rue Gargoulleau, La Rochelle, 1773-1777.
- Projet alternatif de construction de la Cathédrale Saint-Louis, La Rochelle :  septembre 1774.

### En Vendée

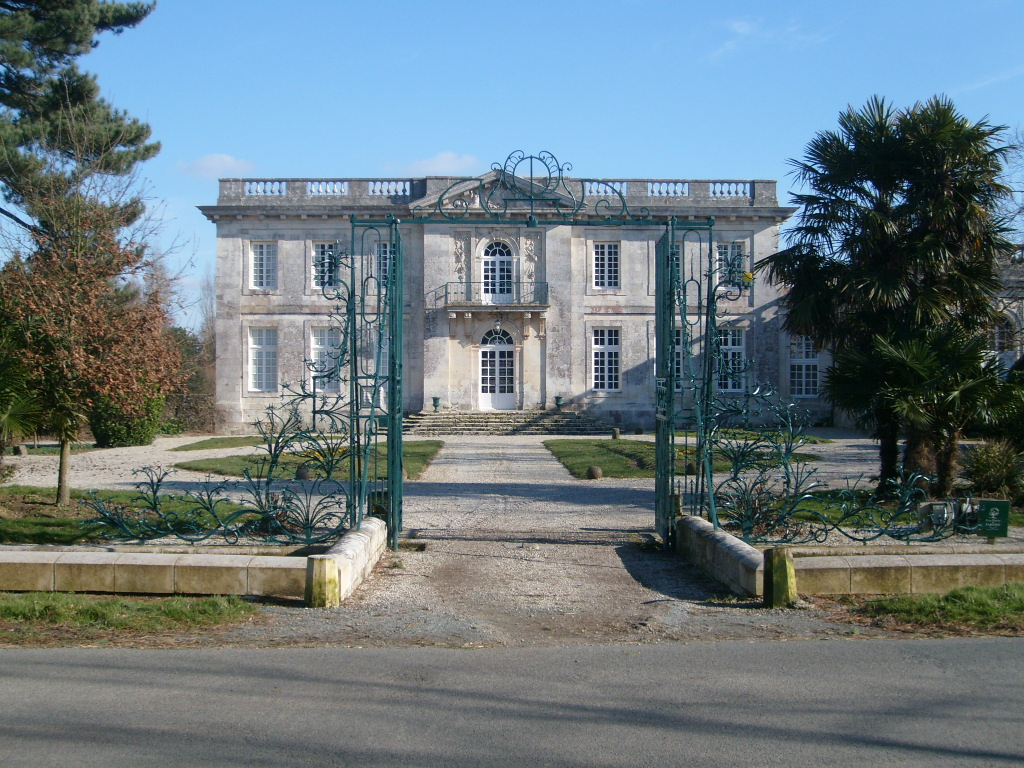
Château de Pierre-Levée

- Château de Pierre-Levée, Olonne-sur-Mer, 1775 : Construit pour Luc Pezot, receveur particulier des finances de l'élection des Sables-d'Olonne. L'édifice, à deux ailes en retour du côté de l'arrivée, est animé par le volume d'une salle à manger ovale sur le jardin. L'avant-corps imite celui de l'hôtel du Châtelet, construit par Mathurin Cherpitel rue de Grenelle à Paris. Michel Gallet y note également l'influence de Jean-François de Neufforge (en)[3].

### Sources
- Michel Gallet, Les Architectes parisiens du XVIIIe siècle : Dictionnaire biographique et critique, Paris, Éditions Mengès, 1995, 494 p. (ISBN 2-8562-0370-1)
- « Nicolas Ducret », Monographies historiques et descriptions de monuments, sur www.sdap-poitou-charentes.culture.gouv.fr, Service départemental de l'architecture et du patrimoine. Charente. Charente-Maritime. Vienne (consulté le 18 février 2010)